# Potamyia baenzigeri
Potamyia baenzigeri är en nattsländeart som beskrevs av Malicky och Chantaramongkol in Malicky 1997. Potamyia baenzigeri ingår i släktet Potamyia och familjen ryssjenattsländor. Inga underarter finns listade i Catalogue of Life.